# 護国院 (東大阪市)
鞍馬山護国院（くらまさんごこくいん）は、大阪府東大阪市にある金峯山修験本宗の寺院。

## 沿革
1930年、元実業家の中村勝信が比叡山延暦寺において約3年間修行した後に大阪市旭区に創建。
1953年に宗教法人として認可される。
2010年に現在地に移転。現住職は初代の曾孫の中村巴鷹。

## 年中行事
- 毎月1日：蔵王権現採燈護摩供
- 毎月22日：本尊供養会
- 元日：新春初護摩供
- 春・秋彼岸会
- 盂蘭盆会
- 12月21日：開山忌
- 12月31日：除夜会

## ご本尊
金剛蔵王大権現、役行者（神変大菩薩）、不動明王、毘沙門天、護法魔王尊、吉祥天

## 所在地
大阪府東大阪市東豊浦町2-7

## 交通
近鉄奈良線枚岡駅下車徒歩約5分